# 혜령
혜령(1980년 9월 12일~ )은 대한민국의 가수이다.
본명은 최혜령으로 걸쭉한 R&B 보컬 음색을 구사한다는 것이 가장 큰 특징이다. 2003년 2월 데뷔 앨범 「To Expection...... First」를 발표했는데, 가요계의 메인 장르가 되어버린 일반적인 R&B 가수들과는 달리 뛰어난 가창력을 기반으로 노래하고 있다는 평가를 받았다.
기존의 R&B와는 달리 세련되고 산뜻하다는 느낌을 주고 있는 혜령의 음악은 한국적 멜로디를 통해 더욱 친숙하게 다가갈 수 있게 하고 있으며, 그에게는 앨범을 발매하기 전부터 방송 3사의 주요 가요 프로그램에서의 섭외가 쇄도하기도 했다.
휘트니 휴스턴, 토니 브랙스턴 등 팝 발라드와 R&B, 소울을 좋아하는 그의 좌우명은 '노력해서 안되는 것은 없다'로 가요계에서 우뚝 서기를 원하고 있다. 데뷔 앨범 「To Expection...... First」에는 젝스키스(Sechs Kies), 핑클(Fin.K.L), 김경호 등 국내 정상급 가수들과 호흡을 맞췄던 마경식과 김세진이 참여하고 있으며, <슬픔을 참는 세 가지 방법>, <바보> 등의 곡들이 큰 인기를 얻었다.
그리고 2009년 손호영의 피쳐링과 탤런트 연미주의 뮤직비디오 출연으로 화재를 모은 노래 나 왜 헤어져를 발표 활동을 하다 소속사와의 갈등으로 현 회사인 메르센으로 이적 2010년 4월 첫 번째 싱글 주전자(주머니 속에 전화기를 만지며 자다)를 발표 많은 사랑을 받았으며  이에 앞서 2001년 배우 정양이 힙합 그룹 '씨클로'의 객원 보컬로 참여했을 당시 다른 가수가 부른 노래를 자신이 부른 것처럼 활동했는데 무대 뒤에서 정양의 노래를 부른 사람이 본인(혜령)이었고 이로 인해  힘든 시간을 보내야 했다. 이번엔 나온 노래는 기존의 혜령 스타일을 과감히 벗어 던지고 새로운 느낌으로 녹음했다. 타이틀 알잖아와 주전자 R&B 버전은 혜령이 이제껏 스타일을 뒤로 하고 새로운 스타일로 대중들에게 다가간 작품이었다.

## 주요 작품

### 앨범
- 2003년 1집 - 《To Expection..... First》
- 2004년 2집 - 《아침보다 이른 이별》
- 2007년 3집 - 《하늘아래…그리움…》
- 2008년 디지털싱글 《스쳐가지 말아요》
- 2009년 《원 나잇 러브》

### 주요 활동
- 2003년 데뷔 이후 버라이어티 활동
- 2004년 이후 각종 공연 활

### 주요 타이틀곡
- 2003년 슬픔을 참는 세가지 방법 , 바보
- 2004년 한번만 , 미안해
- 2007년 반지하나 , 머리카락 길때쯤엔
- 2009년 나 왜 헤어져
- 2010년 4월 주전자
- 2010년 7월 알잖아

## 학력
- 양주초등학교
- 양산여자중학교
- 양산여자고등학교
- 국민대학교 연극영화학